# باسوباثي
باسوباثي هو ممثل هندي، ولد في 18 مايو 1968 في الهند. من الجوائز التي نالها جائزة فيلم فير جنوب.

## جوائز
- جائزة فيلم فير جنوب

## وصلات خارجية
- باسوباثي على موقع IMDb (الإنجليزية)
- باسوباثي على موقع قاعدة بيانات الفيلم (الإنجليزية)